# Fouad Rachid
Fouad Rachid, né le 15 novembre 1991 à Mayotte, est un footballeur comorien. Il évolue au poste de milieu de terrain et devient international comorien en novembre 2011.

## Biographie
Il gagne sa place de titulaire en CFA avec la réserve de Nancy en 2010.
Il joue son premier match professionnel avec l'AS Nancy-Lorraine contre Caen. Cette première prestation en Ligue 1 étant très prometteuse, il signe un contrat de 3 ans avec Nancy. Cependant, il ne disputera par la suite que 10 autres matchs en 3 ans sous le maillot de Nancy.
Il est prêté en décembre 2011 à Epinal, où il manque de peu la montée en Ligue 2 en terminant 5e à la fin du championnat de National.
De retour à Nancy en 2012, il ne parvient pas à trouver une place de titulaire au sein de l'équipe et est laissé libre à la fin de son contrat en 2014.
Libre depuis la fin de son contrat avec Nancy en 2014, il signe en 2015 au club luxembourgeois de Fola Esch, avec qui il remportera la D1 luxembourgeoise et disputera 2 matchs de Ligues des Champions contre le Dinamo Zagreb.
Fouad Rachid devient international comorien le 11 novembre 2011 contre le Mozambique aux éliminatoires de la Coupe du monde de football 2014.
En août 2016, il rejoint le FC Lunéville aux côtés d'un autre ancien joueur de l'AS Nancy-Lorraine, Gennaro Bracigliano. Il devient très vite un élément central de l'équipe.
Depuis la saison 2018/2019, il évolue dans le club alsacien du FC Hégenheim.

## Statistiques
| Saison      | Club              | Pays    | Championnat | Coupes nationales | Coupes d’Europe | Sélection Comores |
| ----------- | ----------------- | ------- | ----------- | ----------------- | --------------- | ----------------- |
| 2010 - 2011 | AS Nancy-Lorraine | Ligue 1 | 2 matchs    | -                 | -               | -                 |
| 2011 - 2012 | AS Nancy-Lorraine | Ligue 1 | 1 match     | 1 match           | -               | 2 matchs          |

Dernière mise à jour le 15 novembre 2011